# American Pie – Jetzt wird geheiratet
American Pie – Jetzt wird geheiratet (Originaltitel: American Wedding) ist eine Teenie-Komödie und der dritte Teil der American-Pie-Filmreihe. Es ist der dritte von vier Filmen mit der Besetzung aus dem Originalfilm American Pie – Wie ein heißer Apfelkuchen und  wurde im Jahr 2003 von Jesse Dylan gedreht.

## Handlung
Zentrale Frage dieses Filmes ist, ob Jim trotz Einmischungen des vulgären Stiflers Michelle die versprochene elegante Hochzeit bieten kann.
Jim macht seiner langjährigen Freundin Michelle nach ihrem gemeinsamen Collegeabschluss einen Heiratsantrag, den sie annimmt. Während die Vorbereitungen für die Hochzeit laufen, treffen Jims alte Freunde zur Party ein. Sein vulgärer ehemaliger Schulkamerad Steve Stifler bekommt zufällig heraus, dass Jim seinen Abschluss feiert, und bringt ihn dort vor Michelles Eltern in eine peinliche Situation. Michelles Eltern zweifeln darauf an Jims Seriosität und daran, ob er ihrer Tochter ein guter Ehemann ist, jedoch hat Jim Michelle eine elegante Hochzeit versprochen.
Stifler findet heraus, dass Jim heiraten will, dieser ihn jedoch nicht eingeladen hat. Jim sucht Stifler an seinem Arbeitsort auf, um von ihm tanzen zu lernen. Da Jim Michelle auf seiner Party kennengelernt hat, kann Stifler ihn mit Unterstützung des von ihm trainierten Football-Schulteams nötigen, ihn zur Hochzeit einzuladen und an der Organisation teilnehmen zu lassen. Stifler hofft, die Brautjungfern zu erobern.
Michelle sucht unterdessen vergeblich nach einem Hochzeitskleid, sie wünscht sich das Hochzeitskleid eines bestimmten Designers. Jim und seine Freunde müssen den Designer Leslie in einer Homosexuellen-Disko finden. Nachdem Stifler die anwesenden Homosexuellen beleidigt hat, will ihnen niemand bei der Suche helfen. Erst nachdem Stifler einen Tanzwettbewerb gewonnen hat, gibt sich Leslie zu erkennen und verspricht Jim das Kleid. Der Verlierer des Tanzwettbewerbes bietet die Ausrichtung des Junggesellenabschiedes an.
Als Nebenkonflikt entsteht der Wettbewerb zwischen Finch und Stifler, wer erfolgreich um Michelles jungfräuliche Schwester Cadence werben kann. Dabei kommt es zum Rollentausch: Finch spielt den vulgären Proleten, Stifler täuscht Manieren und Bildung vor. Finch ist bei Cadence erfolgreich, aber Stifler gewinnt durch mehrere, seinem Charakter nicht typische Handlungen die Sympathie ihrer Eltern.
Unterdessen feiern Jims Freunde Stifler, Finch und Kevin Myers mit zwei Stripperinnen einen wilden Junggesellenabschied.
Stifler vergisst, Jim über die Feier in seinem Haus zu informieren. Dieser möchte aber dort Michelles besorgte Eltern von seiner Seriosität überzeugen. Finch bemerkt mit Schrecken, dass Jim mit seinen zukünftigen Schwiegereltern vorfährt. Die drei versuchen vergeblich, die Stripperinnen, den schwulen Veranstalter und den nackten, gefesselten Kevin zu verstecken, während Jim mit Michelles Eltern im Wohnzimmer bei einem Gespräch sitzt. Nach ein paar merkwürdigen Vorkommnissen und dem Auftauchen des Schwulen, der sich vor Jim und Michelles Eltern als Diener ausgibt, entdeckt Michelles Mutter den gefesselten Kevin in einer Besenkammer. Stifler taucht auf und nimmt die Schuld auf sich, mit der Erklärung, Jim als einen besseren Menschen darzustellen, indem er einen persönlichen Diener bestellt, und Jim Kevin aus dem Schrank retten sollte. Daraufhin vertrauen Michelles Eltern Stifler den Ehering an und geben Jim ihren Segen.
Jim rasiert sich im Intimbereich. Die Haare geraten in den Küchenventilator und verschmutzen die Hochzeitstorte. Stifler verfüttert den ihm anvertrauten Ring für Michelle an einen der Hunde ihrer Eltern. Jims schlecht gelaunte und im Rollstuhl sitzende Großmutter lehnt Michelle ab, da sie keine Jüdin ist. Stiflers ungewöhnlich charmante Art fliegt auf, als er Finch mit vulgärer Ausdrucksweise erklärt, wie er Cadence „flachlegen“ will, ohne ihre Anwesenheit zu bemerken. Nachdem er das Kühlhaus in einen Ofen verwandelt hat und die Hochzeitsblumen verwelkt sind, wird er von der Feier ausgeladen, Cadence wendet sich nun ganz von ihm ab. Doch Stifler kann neue Blumen besorgen, indem er die Verkäuferin nachts herausklingelt. Mit Hilfe seiner Mannschaft kann er den Hochzeitsort neu dekorieren. Durch eine Rose und Ehrlichkeit gewinnt er die Sympathie von Cadence zurück. Sie will sich mit ihm nachts in einer Abstellkammer treffen. Finch gibt auf.
Jim und Michelle können ihre Ängste vor der Heirat ablegen. Stifler schläft in der dunklen Abstellkammer mit der dort abgestellten Großmutter von Jim, die er irrtümlich für Cadence hält. Jims Großmutter ist jetzt besser gelaunt und stimmt der Hochzeit zu. Stifler bringt Michelles Ring. Jim und Michelle heiraten. Finch schläft wie in den beiden vorhergehenden Teilen mit Stiflers Mutter, die im Hotel eingetroffen ist.

## Ausstrahlung in Deutschland
In Deutschland lief die Free-TV-Premiere am 7. Mai 2006 auf RTL. Diese verfolgten insgesamt 2,99 Millionen Zuschauer bei 9,8 Prozent Marktanteil, in der werberelevanten Zielgruppe (14-bis 49-jährige) waren es 19,0 Prozent Marktanteil durch 2,46 Millionen Zuschauer.

## Kritik
„Lebte der erste Teil noch von einer sorgfältigen Figurenzeichnung und dem genauen Gespür für die Lebenswelt der Figuren, sind solche Qualitäten nun längst im Zoten-Dauerfeuer untergegangen. Allenfalls die Darsteller verstehen es, einige positive Akzente zu setzen.“

## Soundtrack
- Foo Fighters – Times Like These
- Good Charlotte – The Anthem
- New Found Glory – Forget Everything
- Sum 41 – The Hell Song
- The All-American Rejects – Swing, Swing
- Avril Lavigne – I Don’t Give
- Matt Nathanson – Laid
- American Hi-Fi – The Art Of Losing
- Hot Action Cop – Fever For The Flava
- Gob – Give Up The Grunge
- Sugarcult – Bouncing Off The Walls
- Feeder – Come Back Around
- NU – Any Other Girl
- The Libertines – Time For Heros
- The Working Title – Beloved
- Blue October – Calling You
- Joseph Arthur – Honey And The Moon
- The Wallflowers – Into The Mystic
- Jungle Brothers – Freakin’ You
- Norah Jones – The Long Day Is Over

## Auszeichnungen
Seann William Scott gewann im Jahr 2004 den MTV Movie Award für die beste Tanzszene (Stifler in der Schwulenbar) und den Teen Choice Award. Der Film gewann außerdem den Teen Choice Award in der Kategorie Film, den Deine Eltern Dir nicht erlauben anzuschauen (Choice Movie Your Parents Didn't Want You to See). Der Film erhielt darüber hinaus sechs Nominierungen für den Teen Choice Award, darunter für Alyson Hannigan und Jason Biggs.